# Energia di Dirichlet
In matematica, l'energia di Dirichlet, il cui nome si deve a Peter Gustav Lejeune Dirichlet, è un funzionale quadratico definito sullo spazio di Sobolev {\displaystyle H^{1}} che è strettamente legato all'equazione di Laplace.
Dato un insieme aperto {\displaystyle \Omega \subseteq \mathbb {R} ^{n}} e una funzione {\displaystyle u:\Omega \to \mathbb {R} }, l'energia di Dirichlet è il numero reale:
{\displaystyle E[u]={\frac {1}{2}}\int _{\Omega }\|\nabla u(x)\|^{2}\,\mathrm {d} V}
dove {\displaystyle \nabla u:\Omega \to \mathbb {R} ^{n}} è il campo vettoriale gradiente di {\displaystyle u}. Dal momento che l'integrale è una quantità non-negativa, l'energia di Dirichlet è essa stessa non-negativa, ovvero {\displaystyle E[u]\geq 0} per ogni scelta di {\displaystyle u}. 
Risolvere l'equazione di Laplace:
{\displaystyle -\Delta u(x)=0\qquad \forall x\in \Omega }
con appropriate condizioni al contorno, è equivalente alla soluzione del problema variazionale di trovare la funzione {\displaystyle u} che soddisfa le condizioni al contorno e minimizza l'energia di Dirichlet.